# Eunotiscus
Eunotiscus is een geslacht van vliesvleugeligen uit de familie Aphelinidae. De wetenschappelijke naam van dit geslacht is voor het eerst geldig gepubliceerd in 1928 door Compere.

## Soorten
Het geslacht Eunotiscus omvat de volgende soorten:
- Eunotiscus gahani Compere, 1928
- Eunotiscus hypogaeus Ghesquière, 1954